# Gary Brooker
Gary Brooker (Londen, 29 mei 1945 - 19 februari 2022) was een Engels zanger, componist, pianist en oprichter van de rockband Procol Harum.
Brooker componeerde onder meer de tophits A Whiter Shade of Pale (1967) en Homburg (1967). Solo had hij succes met de single (No More) Fear of Flying, van het gelijknamige album. Samen met Ad Visser maakte hij in februari 1987 de vijf en een halve minuut durende single No News From The Western Frontier, afkomstig van het album Hi-tec Heroes, die echter bleef steken in de tipparade.
Brooker werd op 14 juni 2003 benoemd tot Lid in de Orde van het Britse Rijk ter waardering voor zijn inspanningen voor liefdadigheidsorganisaties.
Brooker overleed op 19 februari 2022 aan de gevolgen van kanker.

## NPO Radio 2 Top 2000
| Nummer met noteringen in de NPO Radio 2 Top 2000 | '99  | '00 | '01  | '02  |
| ------------------------------------------------ | ---- | --- | ---- | ---- |
| (No More) Fear of Flying                         | 1625 | -   | 1520 | 1101 |

1. ↑  Een '-' betekent dat het nummer niet was genoteerd en een vetgedrukt getal geeft de hoogste notering aan.
2. ↑  Deze tabel is bijgewerkt tot en met de laatste editie (2024).

- Bibsys: 98007100
- Biblioteca Nacional de España: XX866707
- Bibliothèque nationale de France: cb140341655 (data)
- Gemeinsame Normdatei: 134337476
- International Standard Name Identifier: 0000 0000 6303 7450
- Library of Congress Control Number: n91075893
- Nationale Bibliotheek van Letland: 000097877
- MusicBrainz: 160eff18-7d6e-4000-a1d4-fe4c2e7a66ca
- Nationale Bibliotheek van Israël: 987008816729205171
- Nationale en Universitaire bibliotheek Zagreb: 000109157
- Nederlandse Thesaurus van Auteursnamen: 073482773
- Istituto Centrale per il Catalogo Unico: DDSV000302
- Trove: 1178522
- Virtual International Authority File: 33639554
- WorldCat: E39PBJd88bfWhdJm79fywt4Dv3